# Bárður á Reynatrøð
Bárður á Reynatrøð (8 de enero de 2000) es un futbolista feroés que juega en la demarcación de portero para el Víkingur Gøta de la Primera División de las Islas Feroe.

## Selección nacional
Tras jugar en varias categorías inferiores de la selección, finalmente hizo su debut con la selección de fútbol de Islas Feroe en un partido amistoso contra Macedonia del Norte que finalizó con un resultado de 1-0 tras el gol de Bojan Miovski.

## Clubes
| Club              | País        | Año       | Partidos | Goles |
| ----------------- | ----------- | --------- | -------- | ----- |
| Víkingur Gøta     | Islas Feroe | 2016-2019 | 4        | 0     |
| Skála IF (cedido) | Islas Feroe | 2020      | 28       | 0     |
| Víkingur Gøta     | Islas Feroe | 2021-     | 66       | 0     |